# Episodi di My Spy Family (seconda stagione)
La seconda stagione della serie My Spy Family è stata trasmessa in prima visione nel Regno Unito da Boomerang dal 6 settembre al 29 novembre 2008.
| nº | Titolo originale               | Titolo italiano                       | Prima TV UK       | Prima TV Italia |
| -- | ------------------------------ | ------------------------------------- | ----------------- | --------------- |
| 1  | The Love is the Drug Affair    | Il caso San Valentino                 | 6 settembre 2008  |                 |
| 2  | The Des Res Affair             | Il caso DESI-Inderabile Casa          | 13 settembre 2008 |                 |
| 3  | The Quiz Night Affair          | Il caso Fino all'ultimo Quiz          | 20 settembre 2008 |                 |
| 4  | The Batley's Got Talent Affair | Il caso Concorso Televisivo           | 27 settembre 2008 |                 |
| 5  | The Live and Let Dine Affair   | Il caso Vivi e Lascia mangiare        | 4 ottobre 2008    |                 |
| 6  | The Talia's Day Affair         | Il caso Festa della Mamma             | 11 ottobre 2008   |                 |
| 7  | The Persuasion Affair          | Il caso Sfida all'ultimo Bannon       | 18 ottobre 2008   |                 |
| 8  | The Knowledge Is Power Affair  | Il caso Il Potere del Sapere          | 25 ottobre 2008   |                 |
| 9  | The Stroganoff Night Affair    | Il caso Sosia Mancato                 | 1º novembre 2008  |                 |
| 10 | The Laughing Lord Affair       | Il caso del Lord Ridens               | 8 novembre 2008   |                 |
| 11 | The Mum's The Word Affair      | Il caso "Mamma"                       | 15 novembre 2008  |                 |
| 12 | The Who's the Daddy Affair     | Il caso Chi è il vero padre di Spike? | 22 novembre 2008  |                 |
| 13 | The Bum Deal Affair            | Il caso Questione di stile            | 29 novembre 2008  |                 |